# Do You Want to Build a Snowman?
"Do You Want to Build a Snowman?" é uma música presente no filme de 2013 Frozen da Disney, com música e letras compostas por Kristen Anderson-Lopez e Robert Lopez. A música é cantada por Kristen Bell, Agatha Lee Monn e Katie Lopez, que interpretaram a Princesa Anna em diferentes idades. Ela é tocada logo no começo do filme, quando Elsa é trancada em seu quarto, pois seus pais estão com medo dela perder o controle dos seus poderes e ferir Anna. Assim, as irmãs passam a viver separadas. Os pais delas falecem em uma tempestade no mar e Anna tenta novamente pedir que sua irmã saísse do quarto, mas sem sucesso.

## Produção
No começo, foi considerada a possibilidade da música ser removida do filme, pois a achavam muito pesada. No entanto, ela foi mantida após ser aprovada pela equipe da Disney. StitchKingdom explica: "Por causa do ritmo do filme, essa música era constantemente cortada e colocada de volta. Finalmente, os funcionários do estúdios resolveram mantê-la". Durante o desenvolvimento do filme, Lopez viajou para Los Angeles com o objetivo de trabalhar pessoalmente com a equipe de produção e acertar alguns detalhes da música, especialmente em como Elsa e Anna soariam. Christophe Beck, responsável pelo tempo do filme, adicionou o intervalo para as cenas adicionais.
Após o filme ser lançado, um fã colocou um vídeo com a reprise da música na cena em que Elsa percebe que Anna está completamente congelada. Depois de ver aquele vídeo, a compositora Anderson-Lopez mencionou que ela tinha sugerido uma reprise da canção. Porém, Lopez adicionou: "Eu sei que muitas pessoas gostaram do vídeo, mas... se você assisti-lo no fluxo do filme, seria chocante fazê-las cantar naquele momento".
Quando o mesmo vídeo foi citado em uma entrevista, a diretora Jennifer Lee explicou que, de acordo com o produtor musical da Disney, Chris Montan (que já trabalhou em quase todos os filmes de animação da Disney e Pixar desde o início do Renascimento da Disney), é tradicional dos musicais animados da Disney não ter mais músicas após o fim do segundo ato.

## Crítica
A música recebeu elogios de críticos do cinema, críticos de música e do público. Kyle Smith do The New York Post chamou a canção de "clássica". USA Today se refere a ela como "um número musical encantador que ilustra a saudade de Anna, cantada com doçura por Bell". Alonso Duralde do The Wrap a rotulou como "comovente". Moviefone a descreve como "a melhor canção em Frozen". Scott Mendelson de Forbes fala que a canção é "a riqueza e a tristeza sutil no relacionamento entre Anna e Elsa, de tanto tempo perdido por causa do medo, da dúvida e de algumas questões familiares em um momento chave" e a descreve como uma "linda canção... é só uma das demais canções incríveis". Mendelson adicionou: "Eu estava com medo que ela pudesse voltar como um refrão de clímax e que a história tivesse um final triste". Sputnikmusic disse que "as músicas completam o cenário deslumbrante, especialmente no primeiro corte prolongado de  "Do You Want to Build a Snowman?" e o clímax e a conclusão são motivos de lágrimas" e argumenta que "é uma das poucas faixas vocais distantes do banal dos outros materiais".  O Rochester City Newspaper descreve a música como o "estabelecimento de um personagem" e que observou que ela soa como uma continuação de "Frozen Heart", pois as canções "se assemelham profundamente e que aquilo ajuda a se sentir instantaneamente familiar". A crítica da trilha sonora adiciona: "Enquanto "boneco de neve" funciona melhor no filme (ele preenche algumas partes da canção), os vocais bonitos e a linda melodia ajudam na memorização". AllMusic disse que a música e o dueto de amor "Love Is an Open Door" têm uma "Broadway contemporânea deslumbrante".

## Outras línguas
Muitas outras versões em outras línguas também foram bem sucedidas. A versão japonesa, chamada "Yukidaruma Tsukurō" (雪だるまつくろう), foi cantada por Sayaka Kanda, que interpretou Anna aos 18 anos, além de Sumire Morohoshi e Natsuki Inaba, que deram a voz a Anna aos 12 e 8 anos respectivamente. A música apareceu no Billboard Japan Hot 100 entre abril e maio de 2014, alcançando a 39ª posição, e se tornou popular o suficiente para receber um certificado de ouro por 100,000 downloads digital  pela RIAJ em maio de 2014. A versão coreana foi cantada por Yoon Si-young, Lee Ji-min e Park Ji-yoon. Em março de 2014, ela alcançou a 115ª posição no Gaon Singles Chart, após 17,000  downloads efetuados.

## Paradas musicais
| Parada (2013–14)                             | Melhor posição |
| -------------------------------------------- | -------------- |
| Austrália (ARIA)                             | 45             |
| Canadá (Canadian Hot 100)                    | 61             |
| Irlanda (IRMA)                               | 35             |
| Escócia (Scottish Singles Chart)             | 30             |
| Coreia do Sul (Gaon International Chart)     | 3              |
| Coreia do Sul (Gaon Chart)                   | 5              |
| Reino Unido (UK Singles Chart)               | 26             |
| Estados Unidos (Billboard Hot 100)           | 51             |
| Estados Unidos (Billboard Heatseekers Songs) | 1              |

| País           | Associação | Certificação | Vendas     |
| -------------- | ---------- | ------------ | ---------- |
| Estados Unidos | RIAA       | Platina      | 1,000,000^ |
| Austrália      | ARIA       | Ouro         | 35,000^    |
| México         | AMPROFON   | Ouro         | 30,000^    |
| Reino Unido    | BPI        | Prata        | 200,000^   |

## Performances
Kristen Bell apresentou a música no Vibrato Grill Jazz Club em Los Angeles para celebrar o filme.
Vinte e seis membros do Disney Channel Circle of Stars realizaram um vídeo cover da canção em julho de 2014.